# Paul Chahidi
Paul Giv Khatib-Chahidi (* 22. August 1969) ist ein britischer Schauspieler iranischer Herkunft.

## Leben
Paul Chahidi verbrachte seine Kindheit bis zu seinem zehnten Lebensjahr im Iran. Sein Vater war Iraner und seine Mutter war Britin. Infolge der Islamischen Revolution zogen seine Eltern im Jahr 1979 mit ihm ins Vereinigte Königreich. Während seiner Schulzeit verbrachte er Anfang der 1980er-Jahre ein Jahr als Austauschschüler in Paris. Später begann er ein Studium an der University of Cambridge, was er dann jedoch zugunsten der Schauspielerei wieder abbrach. Später besuchte er die Central School of Speech and Drama.
Chahidi absolvierte seine Schauspielausbildung bis Mitte der 1990er-Jahre an einer Schauspielschule in London. Er war einige Jahre lang am Royal Shakespeare Theatre als festes Ensemblemitglied engagiert. Seit 1996 hat Chahidi als Schauspieler vor der Kamera in bislang mehr als 50 Film- und Fernsehproduktionen mitgewirkt.
2017 bekam er eine Rolle in The Death of Stalin. Außerdem war Chahidi 2022 in dem Film See How They Run zu sehen. Chahidi ist seit 2006 verheiratet und hat mit seiner Frau einen Sohn.

## Filmografie (Auswahl)
- 1999: Notting Hill
- 2004: Blackpool (Fernsehserie, 1 Folge)
- 2009: Doctor Who (Fernsehserie, 1 Folge)
- 2014: The Voices
- 2017: The Death of Stalin
- 2019: Good Omens (Fernsehserie, 5 Folgen)
- 2022: Inspector Barnaby (Fernsehserie, 1 Folge)
- 2022: See How They Run